# Zordon
Zordon is een personage uit de eerste zes seizoenen van de televisieserie Power Rangers. Hij is een tovenaar die de Rangers begeleidt als hun mentor en adviseur.
Zordon is bekend als degene die het eerste hedendaagse Power Rangers team heeft gecreëerd (aan de hand van flashbacks en verhalen in de serie kan worden geconcludeerd dat er voor hem ook al Ranger teams bestonden). Tevens is hij verantwoordelijk voor veel termen die vandaag de dag nog steeds in de serie worden gebruikt, voornamelijk de naam zords.

## Biografie
Zordon's geschiedenis en daarmee de huidige Power Rangers saga begon 10 000 jaar geleden met een gevecht tussen Zordon en Rita Repulsa. Zordon en zijn assistentrobot Alpha 5 ontdekten een doos die de originele vijf krachtmunten (Power Coins) bevatte, en een kaart naar de tempel van de maker van deze munten, Ninjor. Zordon bereidde zich tevens voor op het ergste door overal in het zonnestelsel wapens te verbergen voor latere Rangerteams (zoals de Mega Voyager die hij achterliet op een van Jupiters manen. Er is niet veel bekend over Zordons leven van voor deze tijd, noch over zijn oorsprong. Het enige dat bekend is, is dat de planeet Eltar zijn thuisplaneet is.
Tijdens zijn strijd met Rita Repulsa werd Zordon door haar opgesloten in een zogenaamde “Time Warp” (tijdverstoring), net voordat zij en haar helpers eveneens werden opgesloten in een container door vijf krijgers van Zordon.
Na deze strijd koos Zordon de Aarde als zijn nieuwe hoofdkwartier. Hij liet Alpha in de woestijn van Californië een basis bouwen genaamd de Power Chamber. Daar hij zelf in de Time Warp vastzat kon Zordon enkel communiceren via een Energie tube. Derhalve verscheen hij altijd als een groot zwevend hoofd.
Toen Rita in 1993 toch wist te ontsnappen zocht Zordon vijf mensen uit die zijn nieuwe krijgers konden worden. Daarmee creëerde het eerste hedendaagse Power Rangersteam. Elke Ranger kreeg een van de vijf krachtmunten die Zordon en Alpha hadden gevonden. Zordon deed zelf dienst als adviseur en mentor van het team, en behield deze rol tot aan Power Rangers: Turbo.
Aan het begin van Power Rangers: Turbo werd Zordon eindelijk uit de Time Warp bevrijd door Lerigot, waarna hij besloot terug te keren naar Eltar omdat zijn hulp daar nodig was. Dimitria nam zijn taak als adviseur over. Enkele maanden na Zordon’s vertrek werd Eltar echter aangevallen en Zordon werd gevangen door Dark Specter, die zijn krachten langzaam opzoog.
In de erop volgende serie, Power Rangers in Space, probeerden de Rangers Zordon te vinden en te bevrijden. Regelmatig kwamen ze dicht in de buurt van Zordon zelf, of bijna in het bezit van cruciale informatie omtrent zijn verblijfplaats.
In de tweedelige aflevering Countdown to Destruction opende de United Alliance of Evil een massale aanval op het universum. Andros drong het schip van Astronema binnen en vond daar Zordon. Hij gaf Andros de opdracht hem te doden zodat zijn energie de UAE kon stoppen. Na eerst even te twijfelen volgde Andros dit bevel op. Nadat hij Zordon’s energie capsule had gebroken kwam er een goudkleurige energiegolf vrij (door fans de Z-Wave genoemd) die alle helpers van Dark Spectre in zand veranderde. Dit betekende echter ook Zordons einde.
In Power Rangers: Megaforce, vertelt Gosei aan de rangers dat Zordon zijn leraar was.

## Andere versie
In de rebootfilm Power Rangers uit 2017 kwam een vernieuwde versie van het personage voor vertolkt door Bryan Cranston.

## Notities
- Sinds het einde van Power Rangers in Space hebben latere generaties Rangers gevochten tegen het kwaad dat niet door Zordon's energiegolf werd getroffen. Dit kan doordat deze vijanden op het moment dat de Z-Wave plaatsvond nog niet bestonden, gevangen zaten of zich in een ander deel van het universum bevonden.
- Na Zordon’s dood hebben veel andere Power Rangers series personages gehad die min of meer zijn rol als mentor overnamen. Soms werd de rol van Zordon verdeeld over twee personen: een filosofische mentor en een technisch expert.
- Vanwege zijn grote invloed op de eerste zes seizoenen zijn er nog altijd geruchten dat Zordon in de nabije toekomst weer terug zal keren, maar tot dusver is dat nog niet gebeurd.

## Trivia
- In Mighty Morphin Power Rangers werd even kort getoond hoe Zordon er in zijn menselijke vorm uitzag. Hiervoor werd beeldmateriaal gebruikt van het personage Barza uit Zyuranger
- In de originele pilotaflevering was Zordon's naam "Zoltar."
- In een oude versie van het filmscript was Zordon lid van de "Order of Meledon." Tevens werd door Dulcea bekendgemaakt dat zonder hem het universum een heel andere plaats zou zijn geweest.